# Мокрая Орловка
Мокрая Орловка — село Грайворонского района Белгородской области, центр Мокроорловского сельского поселения.

## География
Село находится в западной части Белгородской области (близ границы с Украиной), на левом берегу реки Ворсклицы, в 9,4 км по прямой к западо-северо-западу от районного центра, города Грайворона.

## История

### Происхождение названия
Возникла в середине XVII века и первоначально звалась: деревня Мокрая. Название - от притока речки Ворсклицы - заболоченного ручья Мокрый Колодезь, на берегах которого и появилась деревня.
В 1720-е годы семья помещика Саввы Орлова приобрела у однодворцев деревни Мокрой Акиньшина, Анциферова, Князева, Пискпова и Осетрова «до 400 четвертей земли» и поселила на этих землях новую деревню Орловку. Позднее две деревни-соседки слились в село Мокрая Орловка.

### Исторический очерк
Сохранился документ, датированный 4 июля 1681 года, - жалованная царская грамота митрополиту Белгородскому и Обоянскому Мисаилу на владение землею и крестьянами в Хотмыжском уезде:
«...Промеж поместных земель, и меж, и граней сел Доброго и Мокрого и деревни Сподорюхиной помещиковых и промеж живых рубежей Ржавого и Скородного колодезей...».
В 1838 году деревня Мокрая Орловка стала селом и вошла в Дорогощанскую волость.
В ноябре 1927 года в селе Мокрая Орловка Грайворонского уезда было зарегистрировано товарищество по совместной обработке земли (ТОЗ) «Путь к коллективизации».
С июля 1928 года село Мокрая Орловка в Грайворонском районе - центр Мокро-Орловского сельсовета, в который входили собственно Мокрая Орловка и деревня Рождественка.
В 1932 году образовался колхоз. Первым председателем стал 25-тысячник Устин Григорьевич Жариков.
В годы Великой Отечественной войны при оккупации Грайворонского района фашистскими войсками вблизи Мокрой Орловки находился штаб партизанского отряда «Шахтерское пламя».
В 1958 году Мокро-Орловский сельсовет Грайворонского р-на состоял из трех сел: Мокрая Орловка, Рождественка и Сподарюшино.
В декабре 1962 года Грайворонский район «был ликвидирован», и Мокроорловский сельсовет (те же 3 села) перешел в Борисовский район.
В октябре 1989 года Грайворонский район был восстановлен - с Мокроорловским сельсоветом в его составе.
В 1997 году село Мокрая Орловка Грайворонского района - центр Мокроорловского сельского округа.
С 2010 года село Мокрая Орловка - центр Мокроорловского сельского поселения (те же 3 села) в Грайворонском районе.

## Население
В документах Грайворонского уезда второй половины 1800-х годов описано два одноименных села или же — точнее — одно и то же село разнесено по двум соседним волостям.
X ревизия в 1858 года: в селе Орловка (Мокрое тож) Дорогощанской волости — «12 душ мужск. пола», в селе Мокрое (Орловка тож) Грайворонской волости — 298 душ.
По документам «местного исследования августа и сентября 1884 года»: село Орловка (Мокрое тож) Дорогощанской волости в 11 верстах от Грайворона — 4 двора «крестьян соб. б. Черкасовых», 20 жителей (9 мужчин, 11 женщин), 24 десятины земли; село Мокрое (Орловка тож) и хутор Красное Подгорное Грайворонской волости — 155 дворов крестьян государственных душевых, 919 жителей (450 мужчин, 469 женщин), 20 грамотных муж. из 20 семей и 19 учащихся мальчиков из 18 семей.
В документе 1890 года — «Мокрое село Грайворонской волости» — в 12 верстах от уездного города — 1353 жителя (709 мужчин, 644 женщины)...
На 1 января 1931 года в Мокрой Орловке было 2740 жителей.
На 17 января 1979 года в селе Мокрая Орловка насчитывалось 714 жителей, на 12 января 1989 года — 627 (273 мужчины, 354 женщины).
В январе 1994 года в Мокрой Орловке было 612 жителей; в 1999 году в селе Мокрая Орловка — 620 жителей, в 2001 году — 625, в 2002 году — 622, в 2006 году — 615, в 2007 году — 594, в 2008 году — 602, в 2009 году — 598, в 2010 году — 600 жителей. 
| 2002 | 2010 |
| ---- | ---- |
| 621  | ↘552 |

## Инфраструктура
По состоянию на 1995 год в Мокрой Орловке имелись: акционерное общество закрытого типа «Нива», 2 фермерских хозяйства по производству зерновых, медицинский пункт, Дом культуры, средняя школа.